# Tống Gia Thụ
Tống Gia Thụ (tiếng Trung: 宋嘉澍; bính âm: Sòng Jiāshù; Wade–Giles: Sung Chia-shu, tên tiếng Anh: Charles Jones Soong) (tháng 2 năm 1863 – 3 tháng 5 năm 1918), tên chữ: Diệu Như (耀如 Yàorú) là một doanh nhân người Trung Quốc tại Thượng Hải. Ông là bạn thân của Tôn Dật Tiên và cũng là người đóng vai trò quan trọng trong các sự kiện dẫn đến cuộc cách mạng Tân Hợi năm 1911. Con cái của ông nằm trong số những người xuất chúng nhất trong lịch sử của Cộng hòa Nhân dân Trung Hoa và Trung Hoa Dân Quốc.

## Tuổi trẻ
Tống Gia Thụ có tên khai sinh là Hàn Giáo Chuẩn (韓教準), được sinh ra tại vùng ngoại ô phía tây thành phố Văn Xương, Hải Nam, Trung Quốc khoảng giữa các năm 1863 và 1866 và là con trai thứ ba của Hàn Hồng Dực (韓鴻翼 Hán Hóngyì). Ông là một người Hải Nam Văn Xương có tổ tiên là người Khách Gia. Khi 15 tuổi, ông cùng chú của mình đi tàu buồm đến Boston, Hoa Kỳ và trở thành những công nhân nhập cư. Sau một thời gian làm việc cho chú của mình, ông ra làm riêng và nhanh chóng được một nhóm những người truyền giáo phong trào Giám Lý thu nhận. Ngay sau đó ông cải sang đạo Kitô hữu và được đặt tên đạo là Charlie Jones Soon. Charlie Soon có thể là tên được Anh hóa từ Chiao-Shun (Giáo Chuẩn) nhưng cái tên đệm Jones được lấy từ đâu thì vẫn chưa rõ. Mãi đến nhiều năm sau, ông mới thêm chữ cái "g" vào họ của mình thành Soong.
Những tín hữu Giám Lý sắp xếp cho Tống đến sống cùng nhà tư bản công nghiệp và cũng là một người hảo tâm Julian Carr tại Bắc Carolina. Carr đã đóng góp rất nhiều cho trường Chúa Ba Ngôi (nay là đại học Duke và sau đó đã giúp được người thanh niên Trung Quốc mà mình bảo trợ vào học năm 1880 mặc dù Tống Gia Thụ không có một bằng cấp nào để đủ tiêu chuẩn vào đại học. Triển vọng có một người Trung Quốc bản địa làm truyền giáo tại Trung Quốc đã làm xúc động một số mục sư ở đó. Họ dạy cho cậu tinh thông tiếng Anh và học kinh Thánh. Một năm sau, cậu chuyển sang đại học Vanderbilt, tại đây cậu đã lấy bằng Thần học năm 1885. Năm 1886, Tống được cử đến Thượng Hải truyền giáo.

## Từ nhà truyền giáo đến nhà cách mạng
Sự nghiệp truyền giáo của ông kéo dài không lâu. Vào cuối thập niên 1880, Tống Gia Thụ bắt đầu mệt mỏi với việc truyền giáo và cảm thấy mình có thể làm nhiều hơn cho người dân của mình nếu ông không bị ràng buộc với những hạn chế và phương pháp của nhà thờ.
Năm 1894 Tống Gia Thụ đã có được mối kết giao được coi là quan trọng nhất cuộc đời ông khi ông gặp Tôn Dật Tiên trong buổi hành lễ chủ nhật tại nhà thờ Giám Lý Thượng Hải. Giữa hai người có nhiều điểm chung, cùng đi học ở Tây, sinh cùng vùng, cùng phương ngữ, cùng đức tin Thiên chúa và đều có khát khao cháy bỏng thay đổi Trung Quốc. Có lẽ quan trọng nhất là cả hai đều là thành viên của Hội Tam Hoàng chống nhà Thanh. Họ nhanh chóng trở thành bạn thân và Tống bắt đầu tài trợ cho các chiến dịch của Tôn.

## Xây dựng Tống gia
Trong những năm chuẩn bị cho cuộc cách mạng 1911, Tống Gia Thụ đã xây dựng gia đình ở Thượng Hải với người vợ Nghê Quế Trân (倪桂珍 Ni Kwei-Tseng). Người con đầu của hai người ra đời năm 1890 là Tống Ái Linh. Người con gái thứ hai là Tống Khánh Linh (sinh năm 1893) và một năm sau đó thì Tống Tử Văn, con trai đầu của họ ra đời. Năm 1897, Quế Trân sinh Tống Mỹ Linh, người con gái út, và cuối cùng là hai con trai Tống Tử Lương (宋子良 Sòng Zǐliáng) và Tống Tử An (宋子安 Sòng Zǐān).

## Rạn nứt với Tôn Dật Tiên
Khi ở Tokyo, Tống Ái Linh đã cưới ông chủ ngân hàng giàu có Khổng Tường Hy, và do đó cô không còn phù hợp để làm thư ký cho Tôn Dật Tiên. Thay vào đó, Tống Khánh Linh đã nhận công việc này khi đang ở Tokyo. Mối quan hệ giữa Khánh Linh và Tôn sớm nảy sinh tình cảm. Khi Tống Gia Thụ đưa gia đình trở về Thượng Hải năm 1916, họ vẫn bí mật giữ liên lạc với nhau. Tuy nhiên, việc theo đuổi mối quan hệ này dẫn đến nhiều vấn đề vì Tôn đã kết hôn. Do vậy, Gia Thụ thấy bị xúc phạm khi Khánh Linh xin trở lại Nhật để tham gia với Tôn. Rồi Khánh Linh bất chấp cha mình ngăn cản và giữa đêm khuya trốn lên thuyền để tới Tokyo, điều này đã khiến Gia Thụ cắt đứt mọi liên hệ với Tôn và đoạn tuyệt với con gái mình.

## Cái chết
Tống Gia Thụ mất ngày 3 tháng 5 năm 1918. Nguyên nhân được cho là ung thư dạ dày.